# Roncus davor
Roncus davor är en spindeldjursart som beskrevs av Curcic, Dimitrijevic och Makarov 1997. Roncus davor ingår i släktet Roncus och familjen helplåtklokrypare. Inga underarter finns listade i Catalogue of Life.